# Marcus Krüger
Marcus Krüger (* 27. Mai 1990 in Stockholm) ist ein schwedischer Eishockeyspieler, der seit Juli 2022 erneut bei Djurgårdens IF aus der Svenska Hockeyligan (SHL) unter Vertrag steht und dort auf der Position des Centers spielt. Zuvor war er in der National Hockey League (NHL) von 2011 bis 2019 bei den Chicago Blackhawks und den Carolina Hurricanes aktiv, wobei er mit den Blackhawks in den Playoffs 2013 und 2015 den Stanley Cup gewann.

## Karriere
Krüger spielte im Juniorenalter bis zum Jahr 2003 bei Huddinge IK. Als 13-Jähriger wechselte er in die Juniorenabteilung von Hammarby IF, mit deren U16-Junioren er in der Saison 2004/05 die Landesmeisterschaft gewann. Nach drei Jahren bei Hammarby verließ er den Klub und heuerte bei Djurgårdens IF an. Dort durchlief er die U18- und U20-Junioren, ehe er in der Saison 2008/09 sein Debüt in der Elitserien feierte. Vor Beginn der Spielzeit 2009/10 wurde Krüger im NHL Entry Draft 2009 in der fünften Runde an 149. Stelle von den Chicago Blackhawks ausgewählt. Der Schwede verbrachte seine erste vollständige Saison bei den Senioren weiterhin bei Djurgården, mit denen er die Vizemeisterschaft errang. Erst im Juni 2010 nahmen ihn die Blackhawks unter Vertrag, liehen ihn aber umgehend an Djurgården aus. Nach Beendigung der Saison 2010/11 in der Elitserien beorderte Chicago den Stürmer nach Nordamerika. Dort kam er im restlichen Verlauf der regulären Saison und Playoffs zu ersten Einsätzen in der National Hockey League. In der folgenden Saison konnte er sich dauerhaft im NHL-Kader etablieren und absolvierte in seiner Rookiesaison 71 Spiele.
In der Saison 2012/13 gewann Krüger mit den Chicago Blackhawks den Stanley Cup; ein Erfolg, den der Schwede 2015 wiederholen konnte. In der Folge gehörte Krüger bis zum Ende der Spielzeit 2016/17 zum Kader Chicagos. Aufgrund seines hohen Gehalts war er in der Sommerpause aber immer wieder in Transferspekulationen involviert, die sich Anfang Juli 2017 bestätigten, als er am 2. Juli zum neu gegründeten Franchise der Vegas Golden Knights transferiert wurde. Da die Blackhawks aufgrund des Salary Caps nahezu gezwungen war, den Schweden abzugeben, erhielten sie von den Golden Knights weder Spieler noch Draft-Wahlrecht im direkten Tausch. Nur zwei Tage später tauschten die Golden Knights den Schweden gegen ein Fünftrunden-Wahlrecht der Carolina Hurricanes im NHL Entry Draft 2018 ein.
Bei den Hurricanes kam Krüger in der Folge auch teilweise beim Farmteam in der American Hockey League (AHL) zum Einsatz, den Charlotte Checkers, bevor er im Mai 2018 samt einem Drittrunden-Wahlrecht im NHL Entry Draft 2018 an die Arizona Coyotes abgegeben wurde. Die Coyotes schickten im Gegenzug Jordan Martinook und ein Viertrunden-Wahlrecht für den gleichen Draft nach Carolina. Knapp zwei Monate später kehrte Krüger schließlich nach Chicago zurück, als er im Juli 2018 samt Jordan Maletta, Andrew Campbell, MacKenzie Entwistle und einem Fünftrunden-Wahlrecht im NHL Entry Draft 2019 an die Blackhawks abgegeben wurde. Im Gegenzug erhielten die Coyotes Vinnie Hinostroza, Jordan Oesterle sowie ein Drittrunden-Wahlrecht im gleichen Draft und übernahmen darüber hinaus den Vertrag von Marián Hossa.
Nach über acht Jahren in der NHL kehrte Krüger im Sommer 2019 nach Europa zurück und schloss sich im Rahmen eines Zweijahresvertrags den ZSC Lions aus der Schweizer National League an. Nachdem dieser bereits im Februar 2021 vorzeitig um ein weiteres Jahr verlängert worden war, spielte der Schwede insgesamt drei Jahre bei den Zürchern. Im Januar 2022 entschied sich Krüger nach elf Jahren wieder in seine schwedische Heimat zurückzukehren. Er nahm zur Saison 2022/23 ein Vertragsangebot von Djurgårdens IF aus der zweitklassigen HockeyAllsvenskan an. Krüger wurde umgehend zum Mannschaftskapitän ernannt und wurde mit dem Team in den beiden folgenden Spielzeiten jeweils Vizemeister. Erst in der Saison 2024/25 gelang der Wiederaufstieg in die Svenska Hockeyligan (SHL).

### International

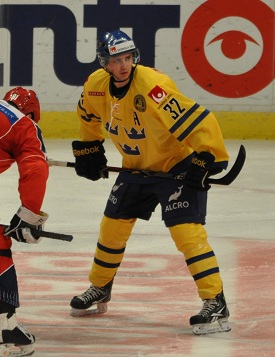
Krüger im Trikot der Tre Kronor

Auf internationaler Ebene vertrat Krüger sein Heimatland bei der U20-Junioren-Weltmeisterschaft 2010. Zum Gewinn der Bronzemedaille steuerte er in sechs Partien sechs Torvorlagen bei. Ein Jahr später gehörte er zum schwedischen Aufgebot bei der Weltmeisterschaft 2011 in der Slowakei. Bei den Olympischen Winterspielen 2014 gewann er mit der schwedischen Nationalmannschaft die Silbermedaille. Des Weiteren vertrat er sein Heimatland beim World Cup of Hockey 2016 und erreichte dort mit dem Team den dritten Platz, bevor er mit den Tre Kronor bei der Weltmeisterschaft 2017 die Goldmedaille gewann. Anschließend gehörte er zum Aufgebot bei der Weltmeisterschaft 2019 und den Olympischen Winterspielen 2022.

## Erfolge und Auszeichnungen
| - 2005 Meister der U16-Junioren-Landesmeisterschaft mit Hammarby IF - 2008 Meister der U18-Junioren-Allsvenskan mit Djurgårdens IF - 2009 Meiste Vorlagen der J20-Superelit Gruppe Nord - 2010 Rookie-Topscorer der Elitserien-Hauptrunde - 2010 Schwedischer Vizemeister mit Djurgårdens IF | - 2013 Stanley-Cup-Gewinn mit den Chicago Blackhawks - 2015 Stanley-Cup-Gewinn mit den Chicago Blackhawks - 2025 Meister der Allsvenskan und Aufstieg in die SHL mit Djurgårdens IF - 2025 Wertvollster Spieler der Allsvenskan-Playoffs |

### International
- 2010 Bronzemedaille bei der U20-Junioren-Weltmeisterschaft
- 2011 Silbermedaille bei der Weltmeisterschaft
- 2014 Silbermedaille bei den Olympischen Winterspielen
- 2017 Goldmedaille bei der Weltmeisterschaft

## Karrierestatistik
Stand: Ende der Saison 2024/25

### International
Vertrat Schweden bei:
| - U20-Junioren-Weltmeisterschaft 2010 - Weltmeisterschaft 2011 - Weltmeisterschaft 2012 - Olympischen Winterspielen 2014 | - World Cup of Hockey 2016 - Weltmeisterschaft 2017 - Weltmeisterschaft 2019 - Olympischen Winterspielen 2022 |

(Legende zur Spielerstatistik: Sp oder GP = absolvierte Spiele; T oder G = erzielte Tore; V oder A = erzielte Assists; Pkt oder Pts = erzielte Scorerpunkte; SM oder PIM = erhaltene Strafminuten; +/− = Plus/Minus-Bilanz; PP = erzielte Überzahltore; SH = erzielte Unterzahltore; GW = erzielte Siegtore; 1 Play-downs/Relegation; Kursiv: Statistik nicht vollständig)

## Familie
Sein Vater Peter Krüger war und sein Bruder Måns Krüger ist ebenfalls Eishockeyspieler.